# Cedric Rieger
Cedric Rieger (29 de mayo de 1987) es un deportista alemán que compitió en tiro con arco, en la modalidad de arco recurvo. En los Juegos Europeos de Minsk 2019 consiguió una medalla de bronce en la prueba de equipo mixto.

## Palmarés internacional
| Juegos Europeos | Juegos Europeos     | Juegos Europeos   | Juegos Europeos |
| Año             | Lugar               | Medalla           | Prueba          |
| --------------- | ------------------- | ----------------- | --------------- |
| 2019            | Minsk (Bielorrusia) | Medalla de bronce | Equipo mixto    |